# Campionati africani di atletica leggera 2002
I Campionati africani di atletica leggera 2002 sono stati la 13ª edizione dei Campionati africani di atletica leggera. La manifestazione si è svolta dal 6 al 10 agosto presso lo Stade 7 November di Radès, in Tunisia.

## Medagliati

### Uomini
| Specialità | Oro                                                                      | Prestazione | Argento                                                                           | Prestazione | Bronzo                                                                   | Prestazione |
| Corse piane |                                                                          |             |                                                                                   |             |                                                                          |             |
| 100 m | Frank Fredericks                                                         | 9"93        | Uchenna Emedolu                                                                   | 10"00       | Idrissa Sanou                                                            | 10"16       |
| 200 m | Frank Fredericks                                                         | 20"10       | Aziz Zakari                                                                       | 20"33       | Oumar Loum                                                               | 20"37       |
| 400 m | Eric Milazar                                                             | 45"67       | Sofiane Labidi                                                                    | 45"87       | Marcus la Grange                                                         | 45"95       |
| 800 m | Djabir Saïd-Guerni                                                       | 1'45"52     | William Yiampoy                                                                   | 1'45"79     | Mbulaeni Mulaudzi                                                        | 1'46"20     |
| 1 500 m | Bernard Lagat                                                            | 3'38"11     | Laban Rotich                                                                      | 3'38"60     | Abdelkader Hachlaf                                                       | 3'38"78     |
| 5 000 m | Paul Bitok                                                               | 13'31"95    | Benjamin Limo                                                                     | 13'32"10    | Mohammed Amyn                                                            | 13'33"98    |
| 10 000 m | Paul Malakwen Kosgei                                                     | 28'44"81    | John Korir                                                                        | 28'45"23    | Benjamin Maiyo                                                           | 28'45"24    |
| Corse a ostacoli |                                                                          |             |                                                                                   |             |                                                                          |             |
| 110 hs | Shaun Bownes                                                             | 13"36       | Joseph-Berlioz Randriamihaja                                                      | 13"80       | Sultan Tucker                                                            | 13"98       |
| 400 hs | Llewellyn Herbert                                                        | 49"76       | Willie Smith                                                                      | 50"03       | Héni Kechi                                                               | 50"44       |
| 3 000 siepi | Brahim Boulami                                                           | 8'19"51     | Wilson Boit Kipketer                                                              | 8'20"92     | Stephen Cherono                                                          | 8'23"85     |
| Prove su strada |                                                                          |             |                                                                                   |             |                                                                          |             |
| Marcia 20 km | Hatem Ghoula                                                             | 1h26'42"    | Moussa Aouanouk                                                                   | 1h30'27"    | Karim Boudhiba                                                           | 1h35'05"    |
| Salti |                                                                          |             |                                                                                   |             |                                                                          |             |
| Salto in alto | Abderrahmane Hammad                                                      | 2,25 m      | Kabelo Mmono                                                                      | 2,10 m      | Mohamed Bradai                                                           | 2,10 m      |
| Salto con l'asta | Karim Sène                                                               | 5,00 m      | Béchir Zaghouani                                                                  | 4,90 m      | Mohamed Benyahia                                                         | 4,80 m      |
| Salto in lungo | Younès Moudrik                                                           | 8,06 m      | Hatem Mersal                                                                      | 8,02 m      | Nabil Adamou                                                             | 7,98 m      |
| Salto triplo | Olivier Sanou                                                            | 17,06 m     | Andrew Owusu                                                                      | 17,02 m     | Abdou Demba Lam                                                          | 16,34 m     |
| Lanci |                                                                          |             |                                                                                   |             |                                                                          |             |
| Getto del peso | Janus Robberts                                                           | 19,73 m     | Hicham Aïtaha                                                                     | 17,18 m     | Mohamed Meddeb                                                           | 16,40 m     |
| Lancio del disco | Janus Robberts                                                           | 54,32 m     | Walid Boudaoui                                                                    | 49,49 m     | Omar Ahmed El Ghazaly                                                    | 48,17 m     |
| Lancio del giavellotto | Gerhardus Pienaar                                                        | 78,63 m     | Walid Abderrazak Mohamed                                                          | 70,86 m     | Mohamed Ali Ben Zina                                                     | 66,69 m     |
| Lancio del martello | Chris Harmse                                                             | 76,07 m     | Yamen Hussein Abdel Moneim                                                        | 69,19 m     | Saber Souid                                                              | 68,40 m     |
| Prove multiple |                                                                          |             |                                                                                   |             |                                                                          |             |
| Decathlon | Hamdi Dhouibi                                                            | 7 965 p.    | Anis Riahi                                                                        | 7 363 p.    | Rédouane Youcef                                                          | 7 089 p.    |
| Staffette |                                                                          |             |                                                                                   |             |                                                                          |             |
| Staffetta 4×100 m | Nigeria Taiwo Ajibade Chinedu Oriala Sunday Emmanuel Uchenna Emedolu     | 39"76       | Senegal Malang Sane Abdou Demba Lam Jacques Sambou Oumar Loum                     | 40"08       | Mauritius David Victoire Fernando Augustin Arnaud Casquette Eric Milazar | 40"27       |
| Staffetta 4×400 m | Marocco Abdellatif El Ghazaoui Nabil Jabir Ismael Daif Abdelkrim Khoudri | 3'09"72     | Mauritius Jean-François Degrâce Fernando Augustin Kursley Montimerdo Eric Milazar | 3'10"14     | Senegal Ousmane Niang Seydina Doucoure Jacques Sambou Oumar Loum         | 3'14"40     |
| record mondiale; record mondiale stagionale; record africano; record dei campionati; record nazionale; record personale; record personale stagionale. |                                                                          |             |                                                                                   |             |                                                                          |             |

### Donne
| Specialità | Oro                                                                              | Prestazione | Argento                                                                                     | Prestazione | Bronzo                                                           | Prestazione |
| Corse piane |                                                                                  |             |                                                                                             |             |                                                                  |             |
| 100 m | Endurance Ojokolo                                                                | 11"15       | Myriam Léonie Mani                                                                          | 11"29       | Chinedu Odozor                                                   | 11"32       |
| 200 m | Kaltouma Nadjina                                                                 | 22"80       | Aïda Diop                                                                                   | 23"29       | Myriam Léonie Mani                                               | 23"30       |
| 400 m | Kaltouma Nadjina                                                                 | 51"09       | Mireille Nguimgo                                                                            | 51"61       | Awatef Ben Hassine                                               | 52"22       |
| 800 m | Maria Mutola                                                                     | 2'03"11     | Agnes Samaria                                                                               | 2'03"63     | Amina Aït Hammou                                                 | 2'03"94     |
| 1 500 m | Jackline Maranga                                                                 | 4'18"91     | Abir Nakhli                                                                                 | 4'19"02     | Hasna Benhassi                                                   | 4'20"15     |
| 5 000 m | Berhane Adere                                                                    | 15'51"08    | Dorcus Inzikuru                                                                             | 15'54"22    | Ejegayehu Dibaba                                                 | 15'56"02    |
| 10 000 m | Susan Chepkemei                                                                  | 31'45"14    | Leah Malot                                                                                  | 32'00"78    | Eyerusalem Kuma                                                  | 32'21"60    |
| Corse a ostacoli |                                                                                  |             |                                                                                             |             |                                                                  |             |
| 100 hs | Rosa Rakotozafy                                                                  | 13"13       | Angela Atede                                                                                | 13"16       | Kéné Ndoye                                                       | 13"72       |
| 400 hs | Zahra Lachgar                                                                    | 57"91       | Carole Kaboud Mebam                                                                         | 58"11       | Mame Tacko Diouf                                                 | 58"86       |
| Prove su strada |                                                                                  |             |                                                                                             |             |                                                                  |             |
| Marcia 10 km | Nagwa Ibrahim Saleh Ali                                                          | 49'26"      | Bahia Boussad                                                                               | 49'57"      | Grace Wanjiru                                                    | 51'35"      |
| Salti |                                                                                  |             |                                                                                             |             |                                                                  |             |
| Salto in alto | Hestrie Cloete                                                                   | 1,95 m      | Amina Lemgherbi                                                                             | 1,70 m      | Hanen Dhouibi                                                    | 1,70 m      |
| Salto con l'asta | Syrine Balti                                                                     | 4,06 m      | Aïda Mohsni                                                                                 | 3,60 m      | Asma Akkari                                                      | 3,40 m      |
| Salto in lungo | Françoise Mbango Etone                                                           | 6,68 m      | Kéné Ndoye                                                                                  | 6,45 m      | Chinedu Odozor                                                   | 6,39 m      |
| Salto triplo | Françoise Mbango Etone                                                           | 14,95 m     | Kéné Ndoye                                                                                  | 14,28 m     | Baya Rahouli                                                     | 13,78 m     |
| Lanci |                                                                                  |             |                                                                                             |             |                                                                  |             |
| Getto del peso | Vivian Chukwuemeka                                                               | 17,60 m     | Amel Ben Khaled                                                                             | 15,94 m     | Wafa Ismail El Baghdadi                                          | 15,43 m     |
| Lancio del disco | Monia Kari                                                                       | 55,28 m     | Vivian Chukwuemeka                                                                          | 54,12 m     | Elizna Naudé                                                     | 51,89 m     |
| Lancio del giavellotto | Aïda Sellam                                                                      | 55,46 m     | Sorochukwu Ihuefo                                                                           | 55,30 m     | Bernadette Ravina                                                | 51,49 m     |
| Lancio del martello | Marwa Hussein                                                                    | 61,64 m     | Caroline Fournier                                                                           | 58,39 m     | Hayat El Ghazi                                                   | 58,27 m     |
| Prove multiple |                                                                                  |             |                                                                                             |             |                                                                  |             |
| Eptathlon | Margaret Simpson                                                                 | 6 105 p.    | Stéphanie Domaingue                                                                         | 5 206 p.    | Imen Chatbri                                                     | 5 103 p.    |
| Staffette |                                                                                  |             |                                                                                             |             |                                                                  |             |
| Staffetta 4×100 m | Sudafrica Dikeledi Moropane Geraldine Pillay Dominique Koster Janice Josephs     | 45"60       | Costa d'Avorio Christiane Yao Makaridja Sanganoko Matagari Diazasouba Amandine Allou Affoué | 47"15       | Ghana Georgina Sowah Via Bruce Gifty Addy Aisha Pinamang         | 47"41       |
| Staffetta 4×400 m | Camerun Hortense Béwouda Carole Kaboud Mebam Myriam Léonie Mani Mireille Nguimgo | 3'35"33     | Nigeria Hajrat Yusuf Oluyemi Fagbamila Pauline Ibeagha Kudirat Aikhigbe                     | 3'38"25     | Algeria Houria Moussa Sarah Bouaoudia Naheda Touhami Sara Arrous | 3'39"70     |
| record mondiale; record mondiale stagionale; record africano; record dei campionati; record nazionale; record personale; record personale stagionale. |                                                                                  |             |                                                                                             |             |                                                                  |             |

## Medagliere
| Posizione | Paese          | Oro | Argento | Bronzo | Totale |
| --------- | -------------- | --- | ------- | ------ | ------ |
| 1         | Sudafrica      | 8   | 0       | 3      | 11     |
| 2         | Tunisia        | 5   | 6       | 9      | 20     |
| 3         | Kenya          | 5   | 6       | 3      | 14     |
| 4         | Marocco        | 4   | 1       | 5      | 10     |
| 5         | Nigeria        | 3   | 5       | 2      | 10     |
| 6         | Camerun        | 3   | 3       | 1      | 7      |
| 7         | Algeria        | 2   | 4       | 6      | 12     |
| 8         | Egitto         | 2   | 3       | 2      | 7      |
| 9         | Namibia        | 2   | 2       | 0      | 4      |
| 10        | Ciad           | 2   | 0       | 0      | 2      |
| 11        | Senegal        | 1   | 4       | 5      | 10     |
| 12        | Mauritius      | 1   | 3       | 2      | 6      |
| 13        | Ghana          | 1   | 2       | 1      | 4      |
| 14        | Madagascar     | 1   | 1       | 0      | 2      |
| 15        | Etiopia        | 1   | 0       | 2      | 3      |
| 16        | Burkina Faso   | 1   | 0       | 1      | 2      |
| 17        | Mozambico      | 1   | 0       | 0      | 1      |
| 18        | Botswana       | 0   | 1       | 0      | 1      |
| 18        | Costa d'Avorio | 0   | 1       | 0      | 1      |
| 18        | Uganda         | 0   | 1       | 0      | 1      |
| 21        | Liberia        | 0   | 0       | 1      | 1      |
| Totale    | Totale         | 43  | 43      | 43     | 129    |